# Hadj Mechri
Hadj Mechri (în arabă حاج مشري) este o comună din provincia Laghouat, Algeria.
Populația comunei este de 6.357 de locuitori (2008).